# ستيوارت دونكان (كاتب أغاني)
ستيوارت دونكان (بالإنجليزية: Stuart Duncan)‏ هو عازف كمان ‏ وعازف قيثارة وكاتب أغاني أمريكي، ولد في 14 أبريل 1964 في كوانتيكو في الولايات المتحدة.

## وصلات خارجية
- ستيوارت دونكان على موقع IMDb (الإنجليزية)
- ستيوارت دونكان على موقع ميوزك برينز (الإنجليزية)
- ستيوارت دونكان على موقع أول ميوزيك (الإنجليزية)
- ستيوارت دونكان على موقع ديسكوغز (الإنجليزية)
- ستيوارت دونكان على موقع قاعدة بيانات الفيلم (الإنجليزية)
- ستيوارت دونكان على موقع كينوبويسك (الروسية)